# Fouras
Fouras  är en stad i sydvästra Frankrike, belägen i departementet Charente-Maritime i regionen Nouvelle-Aquitaine.

## Läge
Fouras ligger 20 km söder om La Rochelle som är huvudstad i Charente-Maritime. Staden ligger också 8 km väster om Rochefort.
Från Fouras är det möjligt att se Fort Boyard, ett berömt fort som är beläget mellan Île d'Aix och Île d'Oléron i sundet Pertuis d'Antioche. Fort Boyard är fortet i Fångarna på fortet, där gåtställaren har haft namn som Fader eller Madame Fouras.

## En livlig badort vid Atlantens kust

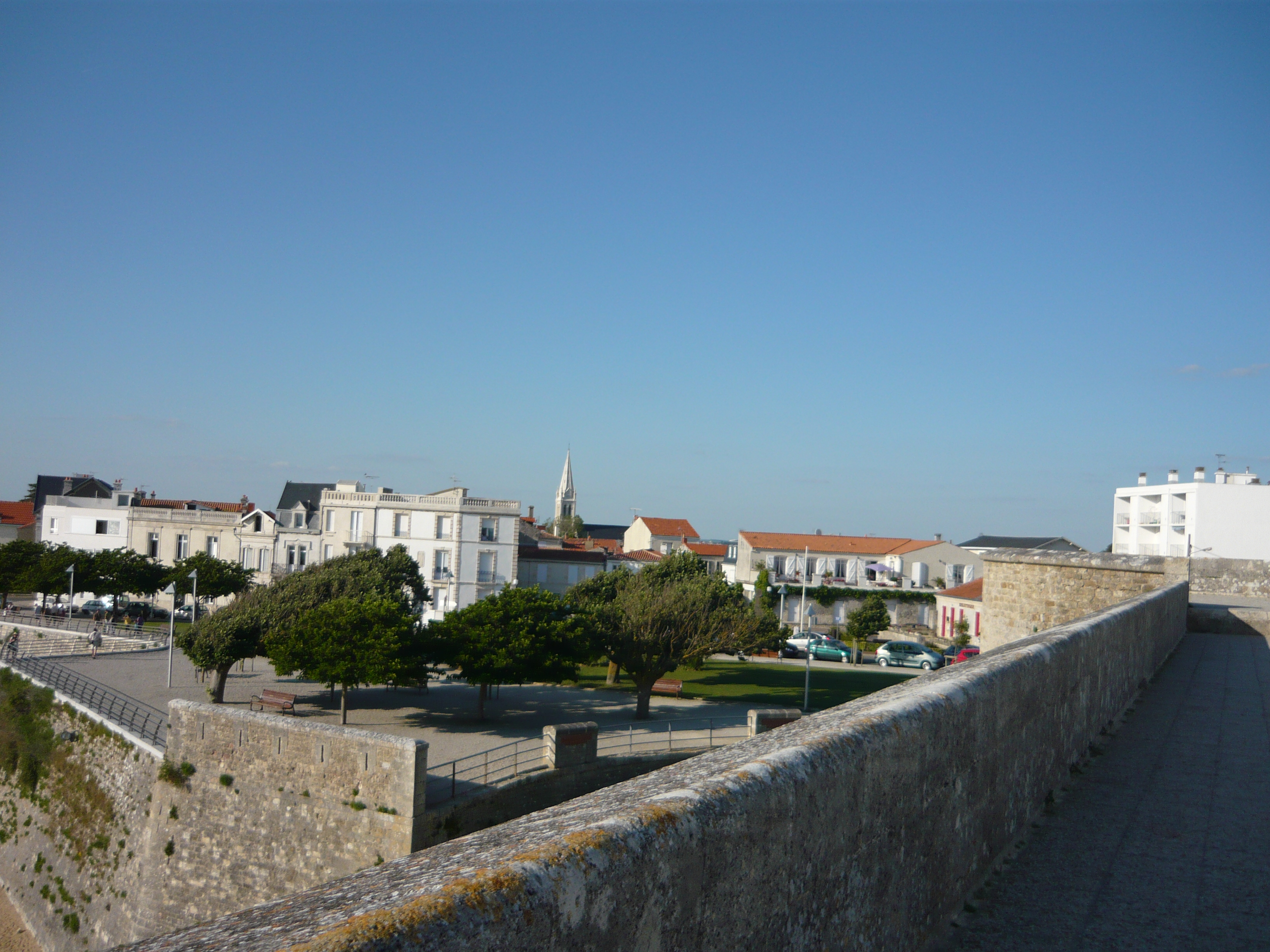
Utsikt över Fouras

Staden är belägen på en halvö med fyra stränder vid Atlanten och är framför allt en viktig bad- och turistortstad vid Atlantens kust (hotell, campingsplatser, restauranger, bio, kasino, museum med mera).
Fouras blev en historisk stad genom sitt fästningstorn från medeltiden, som kallas "Fort-Vauban". I Fort-Vauban finns det ett mycket intressant museum.
I dag har badorten drygt 4 100 invånare. År 1946 hade orten ungefär 3 000 invånare och 3 600 invånare år 1975.
Dess invånare kallas på franska Fourasines (f) och Fourasins (m).

## Befolkningsutveckling
Antalet invånare i kommunen Fouras
| Referens: INSEE |

## Bilder på Fouras

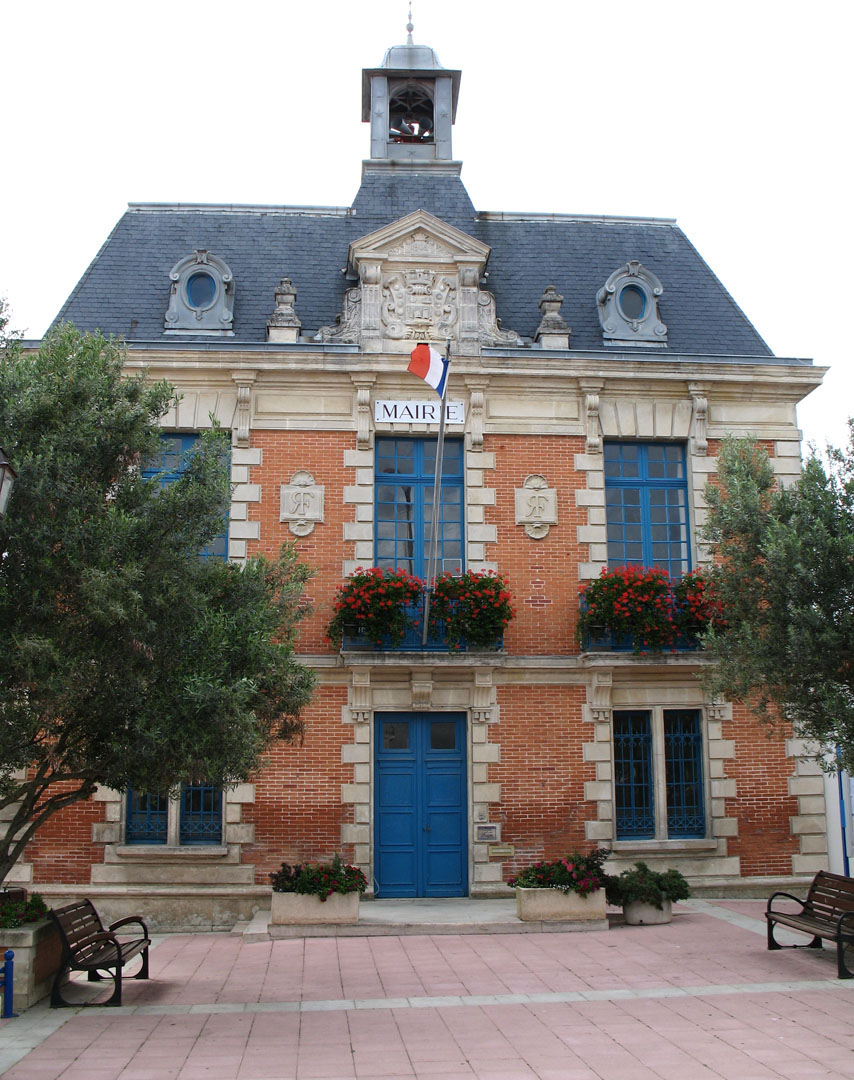
Fouras rådhus.
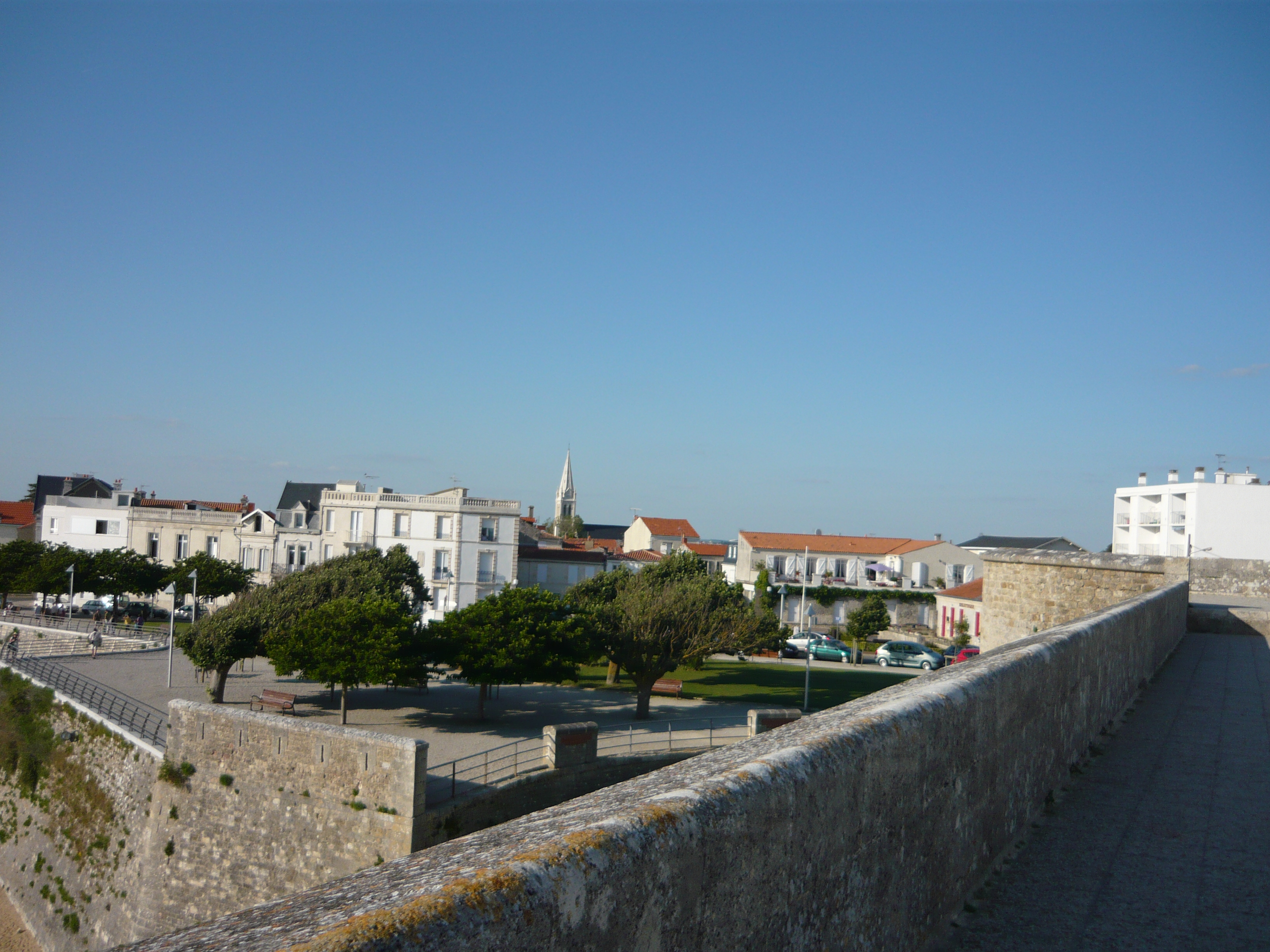
Utsikt på Fouras från Fort-Vauban.
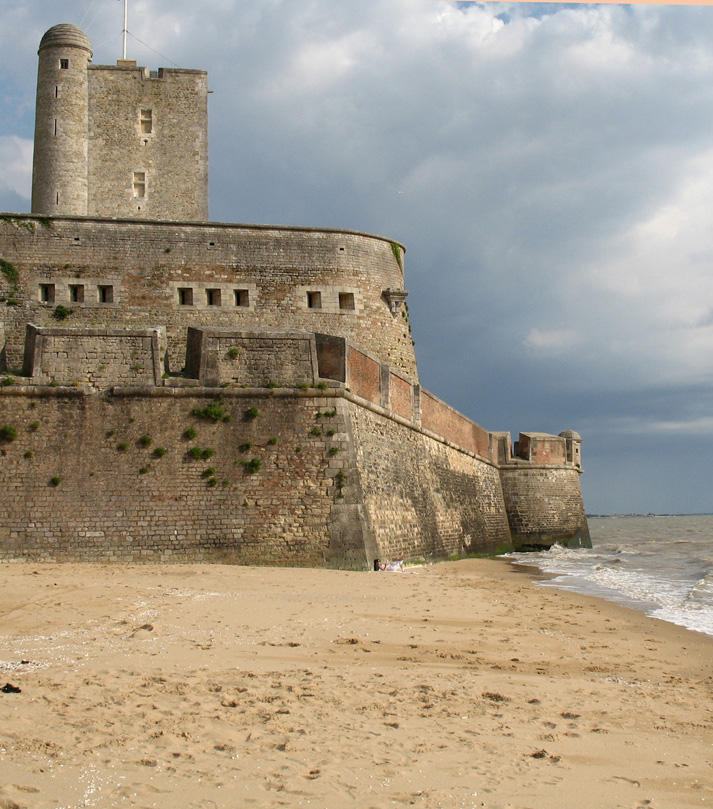
Fort-Vaban fästningstorn.
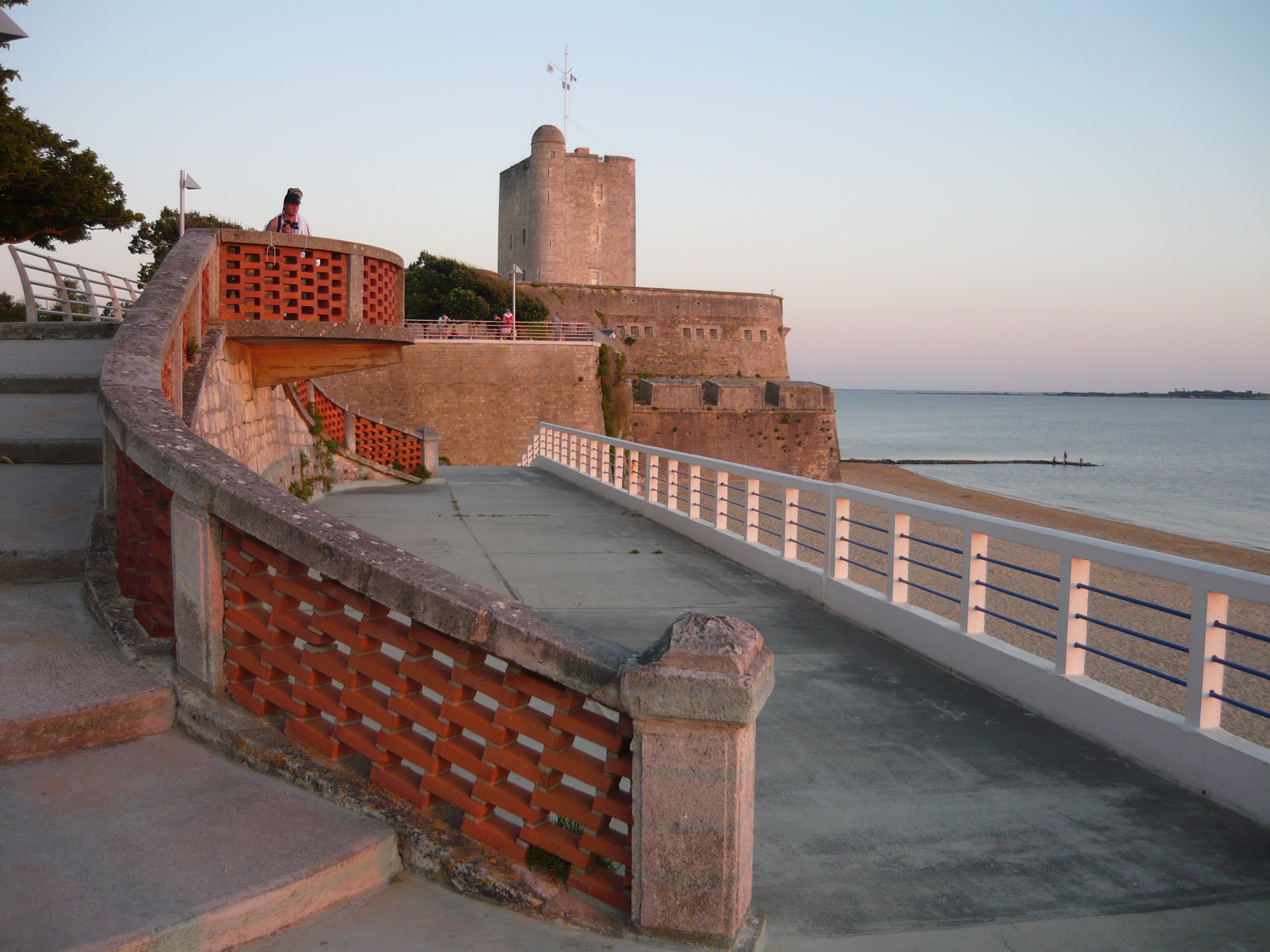
Utsikt på Fort-Vauban från den södra stranden till solnedgång i sommar.
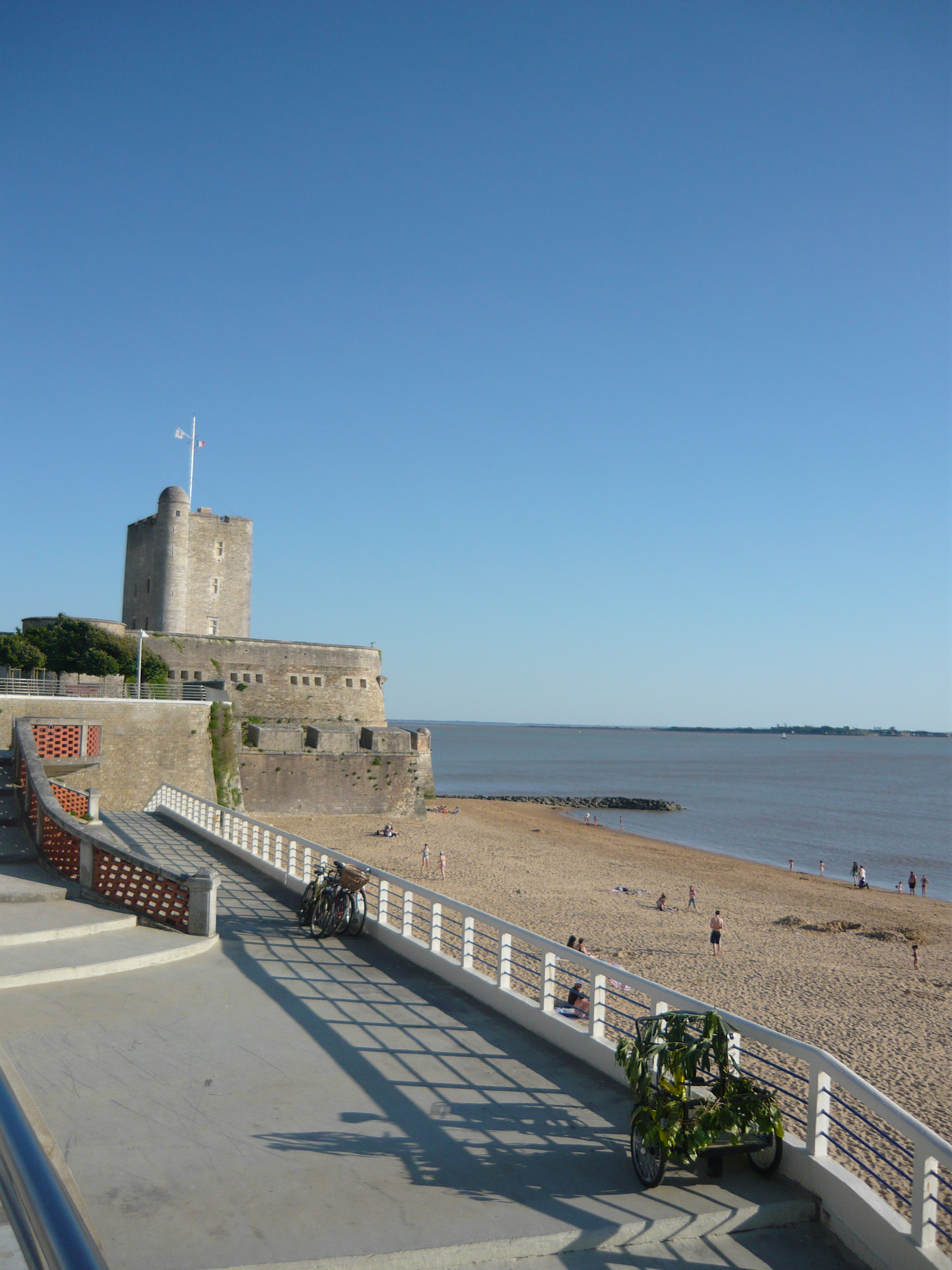
Den södra stranden.
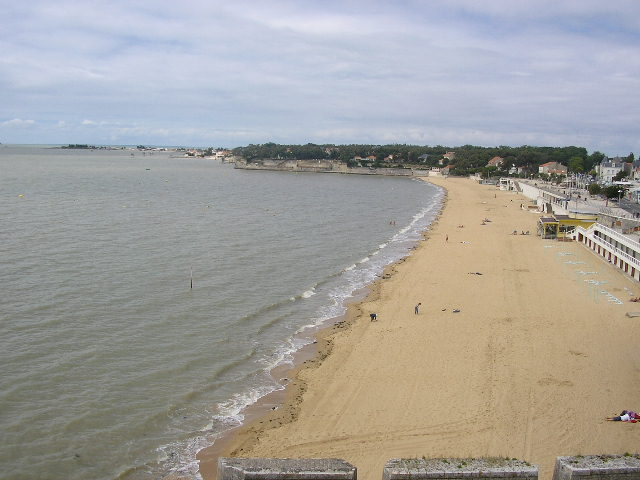
Den stora stranden.
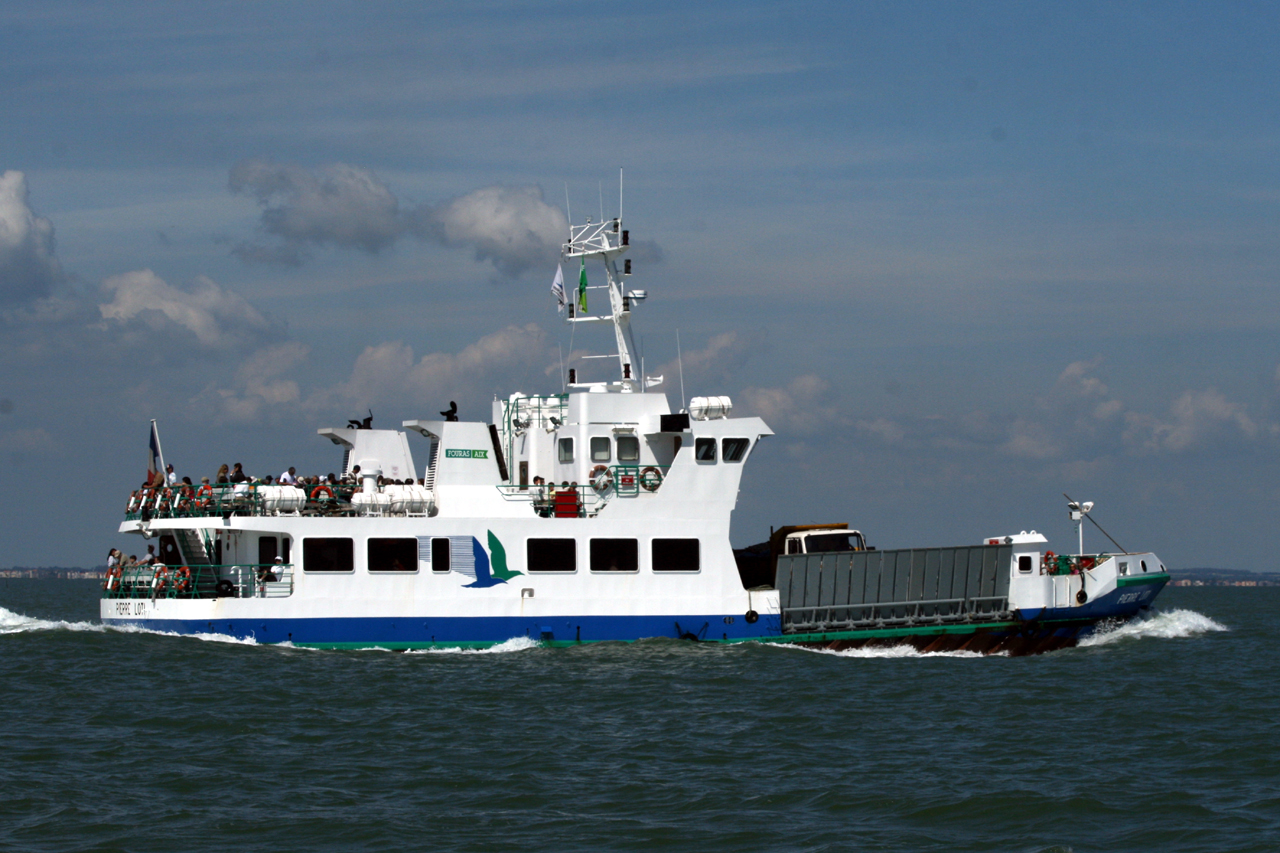
Pierre Loti färjan mellan Fouras och Île d'Aix.
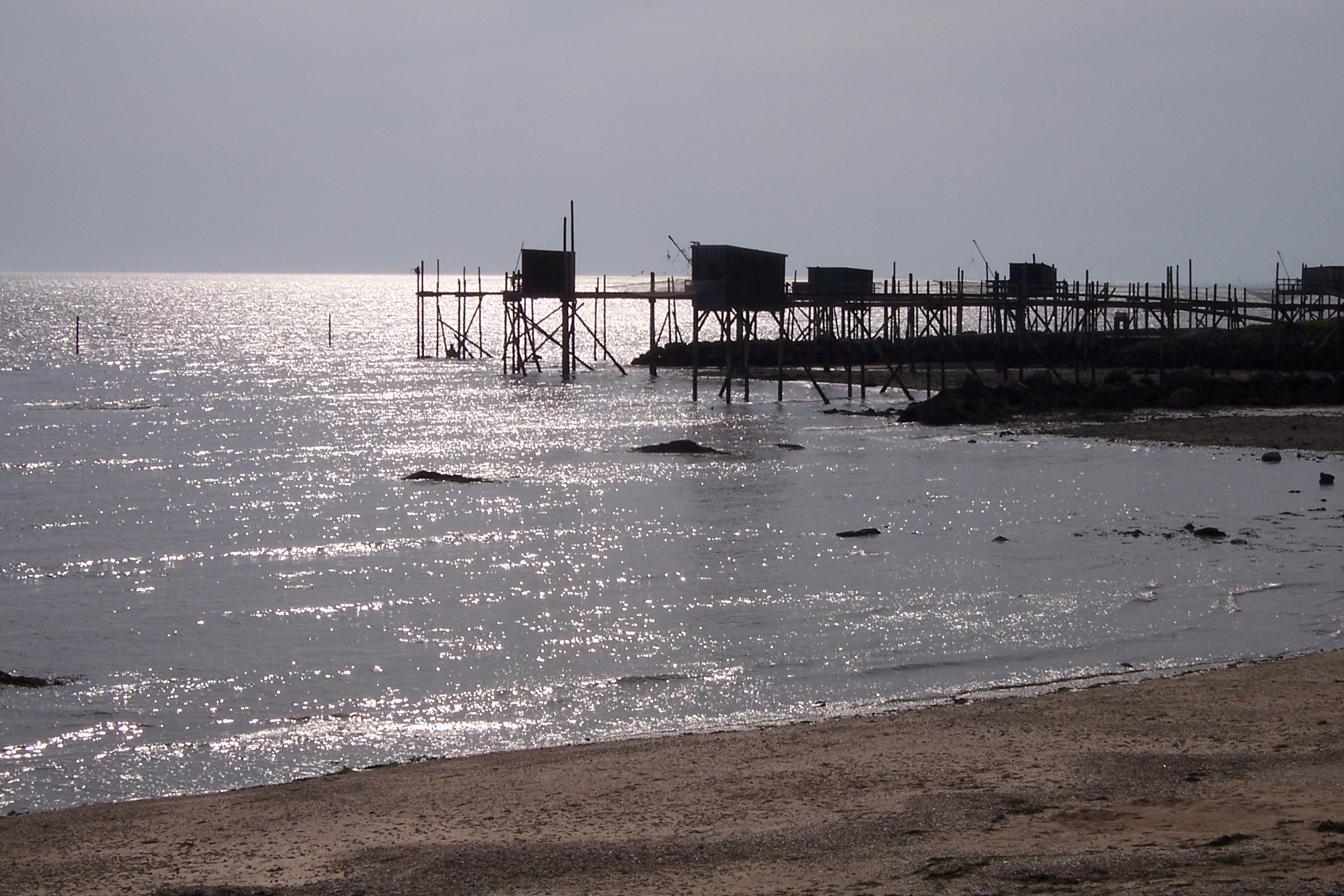
Mete till solnedgång.

|  |